# Y.M.C.A.
"Y.M.C.A." je hitová skladba americké disco skupiny Village People. Byla vydána v roce 1978 jako jediný singl z alba Cruisin'. Skladba se počátkem roku 1979 dostala až na 2. místo v americkém žebříčku Billboard Hot 100 a 1. místo v britském žebříčku UK Singles Chart. Stala se největším hitem skupiny a je také jedním ze 40 singlů, kterých se na celém světě prodalo více než 10 milionů kopií. Verze spojená se skladbou "Hot Cop" získala 2. místo v americkém žebříčku Dance Music/Club Play Singles.
Skladba "Y.M.C.A." byl zařazena na 7. místo v seznamu The 100 Greatest Dance Songs of the 20th Century stanice VH1.

## Pozice v žebříčcích
| Žebříček (1978-1979)                  | Vrcholové pozice |
| ------------------------------------- | ---------------- |
| Austrálie (Kent Music Report)         | 1                |
| Kanada RPM Adult Contemporary         | 1                |
| Kanada (Canadian RPM Disco Singles)   | 2                |
| Kanada (RPM Top 15 12inch)            | 1                |
| Kanada (RPM Top Singles               | 1                |
| Finsko (Suomen Virallinen lista)      | 1                |
| Francie (SNEP)                        | 1                |
| Irsko (Irish Singles Chart            | 1                |
| Itálie (fimi)                         | 1                |
| Jižní Afrika (South African Chart)    | 3                |
| Spojené království (UK Singles Chart) | 1                |
| USA (Billboard Hot 100)               | 2                |
| USA (Dance Club Play)                 | 2                |
| USA (Hot R&B Singles)                 | 32               |

## České coververze
- Pod názvem „Pásek mi dej“ s textem Michala Bukoviče ji v roce 1979 nazpíval Josef Laufer
- Pod názvem „Dávno tě znám“ s textem Miroslava Černého ji v roce 1979 nazpíval Petr Rezek
- Pod názvem „Nájem zvedej“ s textem Lou Fanánka Hagena ji v roce 1998 nahrálo duo Těžkej Pokondr
- Pod názvem „Kůrovec song: Brouka hledej“ ji v roce 2019 jako reakci na kůrovcovou kalamitu nahrála skupina Markazíni[13]